# فیربرن (جورجیا)
فیربرن، جورجیا (به انگلیسی: Fairburn, Georgia) یک City در United States با جمعیت ۱۲٬۹۵۰ نفر است که در Fulton County, Georgia واقع شده‌است.